# Michael An Gof
Michael Joseph (também conhecido como Michael An Gof; An Gof é "ferreiro" em córnico e Angove ainda é um sobrenome comum na Cornualha; séc. XV - Tyburn, 24 de junho de 1497, Tyburn) liderou com Thomas Flamank (filho de um proprietário de terras de Bodmin e advogado de Londres) a Rebelião da Cornualha de 1497. A rebelião era contra a cobrança de um imposto para financiar a guerra do Henrique VII da Inglaterra contra a Escócia. Os cornualeses acreditavam que esta guerra não era de sua alçada; sob a liderança de Michael Joseph e Thomas Flamank, marcharam aos milhares da Cornualha para Londres para apresentar suas queixas ao rei.
Michael Joseph nasceu na aldeia de São Keverne, na Península do Lagarto, onde ele cresceu para se tornar o ferreiro da vila. Praticamente nada se sabe sobre ele. As razões pelas quais ferreiro local terminou como sendo um dos que iniciaram a rebelião não são claras.